# Ничего о нас без нас

Мозаика на церкви в Северной Ирландии: «О нас без нас — не для нас»

«Ничего о нас без нас» (лат. Nihil de nobis, sine nobis) — это лозунг, используемый для передачи идеи, согласно которой ни одна политика не должна приниматься каким-либо представителем без полного и прямого участия членов группы (групп), на которую влияет эта политика. В своём современном виде лозунг часто используется национальными, этническими группами, группами инвалидов или другими группами, которые часто лишены политических, социальных и экономических возможностей.

## История
Высказывание берёт начало в политических традициях Центральной Европы. Именно политический девиз помог создать — и, в вольном переводе на латынь, дал название — конституционному законодательству Польши 1505 года Nihil novi, которое впервые передало власть от монарха парламенту. Впоследствии оно стало синонимом демократических норм.
Венгерский публицист Берталан Семере утверждал, что на принципе «Ничего о нас без нас» испокон веков основывалось политическое самосознание венгерского народа, утратившее эту основу после поражения Венгерской революции 1848—1849 годов. Этот же принцип выдвигался как краеугольный камень внешней политики межвоенной Польши.
Понятие в своей английской форме стало использоваться в активизме инвалидов в 1990-х годах. Джеймс Чарльтон рассказывает, что впервые он услышал лозунг в беседах южноафриканских активистов-инвалидов Майкла Масуты и Уильяма Роуленда, которые, в свою очередь, услышали фразу, использованную неназванным восточноевропейским активистом на предшествующей международной конференции по правам инвалидов. В 1998 году Чарльтон использовал это высказывание в качестве названия для книги о правах инвалидов. Активист по защите прав инвалидов Дэвид Вернер использовал то же название для другой книги, также опубликованной в 1998 году. В 2004 году Организация Объединённых Наций использовала эту фразу в качестве темы Международного дня людей с ограниченными возможностями, и она также связана с Конвенцией о правах людей с ограниченными возможностями.
Использование лозунга вышло за рамки сообщества по защите прав инвалидов и распространилось на другие заинтересованные группы и движения.

### Современность
Переложение лозунга — «Ничего об Украине без Украины» — активно используется Украиной и её союзниками в ходе продолжающейся российско-украинской войны, особенно после полномасштабного вторжения России на Украину 24 февраля 2022 года.